# ورزش حرفه‌ای

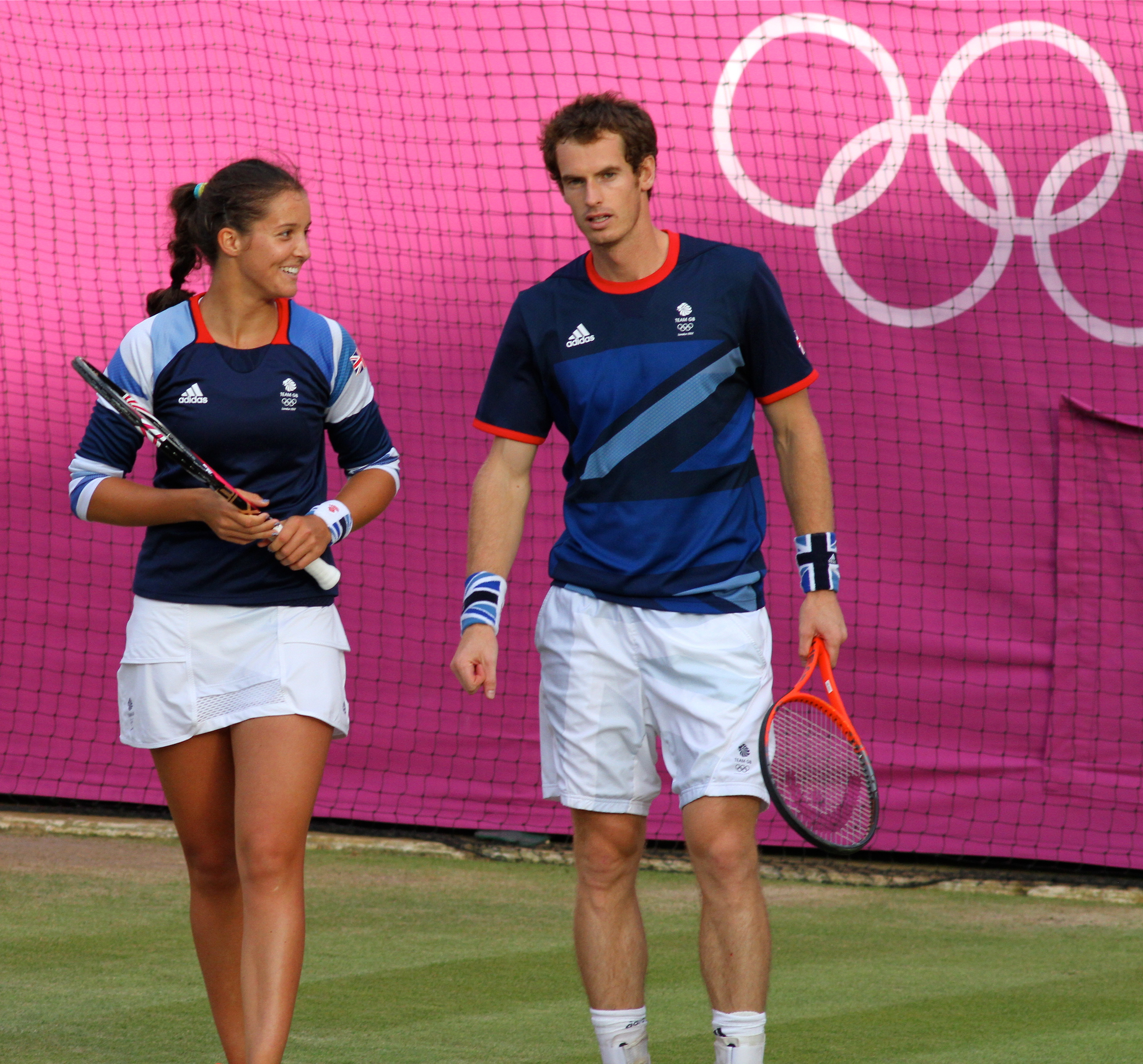
اندی ماری و لورا رابسون، ورزشکاران حرفه‌ای که در رشته تنیس دونفره مختلط در بازی‌های المپیک تابستانی ۲۰۱۲ شرکت داشتند.

ورزش حرفه‌ای به ورزشی گفته می‌شود که در آن ورزشکاران برای فعالیت خود دستمزد دریافت می‌کنند. ورزش حرفه‌ای در نقطه مقابل ورزش آماتور قرار می‌گیرد که در آن ورزشکاران فقط برای علاقه شخصی به ورزش می‌پردازند.
اغلب ورزش‌هایی که به صورت حرفه‌ای دنبال می‌شوند، ورزشکاران آماتوری نیز دارند که تعداد آن‌ها بسیار بیشتر از همتایان حرفه‌ای خود است. طرفداران ورزش آماتور معمولاً ورزش حرفه‌ای را در تضاد با اصول اخلاقی ورزش می‌دانند و معتقدند رقابت‌های ورزشی نباید وسیله امرار معاش باشد. این گروه در برخی رشته‌های ورزشی تا مدت‌ها توانستند در مقابل جاذبه‌های مالی و تبلیغاتی ورزش حرفه‌ای مقاومت کنند. برای مثال اتحاد راگبی برای سال‌ها یک ورزش نیمه‌وقت مخصوص آماتورها باقی‌مانده بود.
ورزشکارانی که در سطح اول ورزش حرفه‌ای فعالیت می‌کنند درآمدهای بسیار بالایی را دریافت می‌کنند. تایگر وودز بازیکن گلف اهل آمریکا پردرآمدترین ورزشکار دنیاست و بر اساس گزارش سال ۲۰۰۹ نشریه فوربز مجموع جوایز و دستمزدهایی که وی از فعالیت‌های ورزشی خود دریافت کرده از یک میلیارد دلار فراتر رفته‌است. مایکل جردن بازیکن بسکتبال آمریکایی با ۸۰۰ میلیون دلار و میشاییل شوماخر راننده فرمول یک آلمانی با حدود ۷۰۰ میلیون دلار درآمد از ورزش در رتبه‌های بعدی قرار می‌گیرند.
ده بازیکن برتر تنیس دنیا به‌طور میانگین سالانه ۳ میلیون دلار دریافت می‌کنند و میانگین درآمد بازیکنان لیگ برتر بیسبال آمریکا ۳ میلیون و ۴۴۰ هزار دلار بوده‌است. در فصل ۱۱–۲۰۱۰ میانگین دستمزد بازیکنان لیگ برتر فوتبال انگلستان ۷ میلیون پوند، بازیکنان سری آ فوتبال ایتالیا ۵ میلیون یورو و بازیکنان بوندسلیگا ۳٫۳ میلیون یورو بوده‌است.